# Jack Zipes
Jack David Zipes est un universitaire américain retraité de l'Université du Minnesota connu pour ses études sur les contes de fées, leurs racines linguistiques et leur « fonction de socialisation ». 

## Biographie
Son travail est caractérisé par l'utilisation de titres surprenants tel que Don't Bet on the Prince (« Ne pariez pas sur le prince »). Son œuvre principale est Les contes de fées et l'art de la subversion : Étude de la civilisation des mœurs à travers un genre classique : la littérature pour la jeunesse. Il est actuellement[Quand ?] directeur du centre d'étude de la langue allemande à l'Université du Minnesota.
En 2019, 2020 et 2022, il est sélectionné pour le prestigieux prix suédois, le Prix commémoratif Astrid-Lindgren.

## Publications principales
- (fr) Jack Zipes, Les Contes de fées et l'art de la subversion : étude de la civilisation des mœurs à travers un genre classique, la littérature de jeunesse, Payot, 1986
- Jack Zipes, The Brothers Grimm. From Enchanted Forests to the Modern World, Routledge, 1988
- Jack Zipes, The Trials and Tribulations of Little Red Riding Hood, Routledge, 1993
- Jack Zipes, Fairy Tale as Myth : Myth as Fairy Tale, University of Kentucky Press, 1994
- Jack Zipes, Happily ever after : Fairy Tales, Children and the Culture Industry, Routledge, 1993, 171 p. (ISBN 0-415-91851-0)
- (en) Jack Zipes, The Irresistible Fairy Tale. The Cultural and Social History of a Genre, New Jersey, Princeton University Press, 2012, 235 p. (ISBN 978-0-691-15338-4, lire en ligne)

## Prix et distinctions
- 1988 : Bourse Guggenheim
- 2019 : Grand maître Prix World Fantasy
- 2019, 2020 et 2022 :  Sélection pour le Prix commémoratif Astrid-Lindgren[2]